# 4542 Mossotti
4542 Mossotti (1989 BO) là một tiểu hành tinh vành đai chính được phát hiện ngày 30 tháng 1 năm 1989 bởi Osservatorio San Vittore ở Bologna.